# روبرت موريسون
روبرت موريسون (بالإنجليزية: Robert Morison)‏ (و. 1620 – 1683 م) هو عالم نبات من المملكة المتحدة . ولد في أبردين.
توفي في لندن ، عن عمر يناهز 63 عاماً.

## التعليم
تعلم في جامعة أبردين

## روابط خارجية
- روبرت موريسون على موقع الموسوعة البريطانية (الإنجليزية)